# Otto v akci
Otto v akci (v anglickém originále The Otto Show) je 22. díl 3. řady (celkem 57.) amerického animovaného seriálu Simpsonovi. Scénář napsal Jeff Martin a díl režíroval Wes Archer. V USA měl premiéru dne 23. dubna 1992 na stanici Fox Broadcasting Company a v Česku byl poprvé vysílán 22. dubna 1994 na stanici ČT1.

## Děj
Bart a Milhouse navštíví koncert skupiny Spinal Tap, ale kvůli špatnému stavu arény – pódium je zaplavené, obrovský nafukovací ďábel, kterého si kapela objednala, byl nahrazen ubohým a malým modelem a špatně fungující lasery oslepí jednoho z členů – ukončí skupina svůj koncert naštvaně už po 20 minutách. Poté vypuknou výtržnosti. 
Bart se rozhodne, že se chce stát rockovým kytaristou, a tak mu Homer a Marge koupí elektrickou kytaru, ovšem on má problém naučit se na ni hrát. Ve školním autobuse Bart řekne řidiči Ottovi, že jeho kytara musí být rozbitá, ale Otto na ni zahraje v improvizovaném vystoupení, které ohromí cestující v autobuse. Poté, co kvůli jeho podání písně „Free Bird“ přijdou děti pozdě do školy, jede Otto bezohledně a autobus nabourá. Ten přistane na boku na náměstí a narazí do sochy Jebediáše Springfielda. Otto se strážníkovi Louovi přizná, že nemá řidičský průkaz, a řízení je mu zakázáno. 
Ředitel Skinner převezme jeho trasu, ale protože je méně agresivní řidič než Otto, uvízne na rušné křižovatce na celý den. Otto neuspěje v řidičském testu, který mu zadá Margina sestra Patty poté, co se jí zeptá, zda se narodila jako muž. Protože není schopen platit nájem, je vystěhován ze svého bytu. Homer a Marge ho po Bartových prosbách neochotně nechají bydlet v garáži, ale Otto brzy začne dělat potíže a Homer požaduje, aby odešel. 
Marge a Bart Otta povzbuzují, aby si naposledy vyzkoušel řidičské zkoušky. Patty je naštvaná, že Otta opět vidí, ale poté, co naštvaně řekne, že chce složit zkoušku, aby mohl „přišpendlit svůj řidičák na velkou plešatou hlavu Homera Simpsona“, Patty mu okamžitě přitaká díky vlastní silné nenávisti k Homerovi. Patty dává Ottovi správné odpovědi na písemný test a ignoruje jeho neopatrnou jízdu autobusem. Zároveň je Ottovým líčením Homerova hrubého chování natolik pobavena, že mu dá hodnocení „prospěl“ a nabídne mu, že mu koupí margaritu. S řidičským průkazem v ruce Otto získá zpět svou práci a Skinner se vrátí na místo ředitele Springfieldské základní školy.

## Produkce
Scénář k dílu napsal Jeff Martin a režíroval jej Wes Archer. Anglický název epizody je slovní hříčkou na auto show. V dílu se poprvé objevil v hlavní roli řidič autobusu Otto Mann a poprvé je odhaleno jeho celé jméno. Scenáristé Jay Kogen a Wallace Wolodarsky ho původně chtěli pojmenovat Otto Mechanic, ale animátoři mu dali příjmení Mann.
V dílu se objevují postavy parodické skupiny Spinal Tap, která se poprvé objevila ve filmu Hraje skupina Spinal Tap z roku 1984. V epizodě hostují Michael McKean jako David St. Hubbins a Christopher Guest jako Nigel Tufnel. Harry Shearer, stálý dabér Simpsonových, daboval rovněž ve filmu Hraje skupina Spinal Tap a zopakoval si svou roli Dereka Smallse, třetího člena skupiny. Epizoda se drží přístupu filmu a představuje skupinu, jako by byla skutečnou kapelou. Podle výkonného producenta Ala Jeana byli vedoucí pracovníci společnosti Fox nespokojeni s hostováním skupiny, částečně proto, že zakoupení práv na hraní jejich písní stálo hodně peněz. Mike Reiss uvedl, že společnost Fox měla pocit, že za tuto částku mohla získat „skutečnou skupinu“. Animátoři dali mnoha členům davu na koncertě Spinal Tap dlouhé ofiny, aby nemuseli animovat mnoho párů očí. V závěrečné scéně, v níž se skupina objeví, vzplane jejich turistický autobus poté, co je sražen ze silnice. Podle scenáristů tato scéna nebyla v původním scénáři a byla přidána, protože měli pocit, že závěrečná scéna kapely není dostatečně zajímavá.

## Kulturní odkazy
Když si Homer oblékne starou bundu, najde v jedné z kapes plechovku Billyho piva. Při čekání v autě během koncertu skupiny Spinal Tap (a následných výtržnostech) si Homer zpívá píseň „Spanish Flea“ od Herba Alperta a Tijuana Brass. Scenáristé měli potíže se získáním práv na tuto píseň, ale na poslední chvíli se je podařilo získat scenáristovi, jenž je příbuzným jednoho z členů kapely. Homer si také v pozdější části v autě pobrukuje píseň „Summer Samba“. Píseň, kterou Otto hraje ve školním autobuse, je „Free Bird“ od Lynyrd Skynyrd. Ottovo prohlášení, že by raději spal v kontejneru na odpadky značky Dumpster než v Trash Co. Waste Disposal Unit, naráží na status tohoto slova jako registrované ochranné známky pro značku velkých kontejnerů na odpadky.

## Přijetí
V původním vysílání na stanici Fox Network dosáhla epizoda ratingu 11,5 podle agentury Nielsen a sledovalo ji přibližně 10,59 milionu diváků. V týdnu od 20. do 26. dubna 1992 se díl umístil na 41. místě, což znamenalo pokles oproti průměrné pozici v řadě, která byla 35. Simpsonovi byli v tomto týdnu čtvrtým nejsledovanějším pořadem na stanici Fox po seriálech Ženatý se závazky, Beverly Hills 90210 a In Living Color.
Epizoda, stejně jako celá třetí řada, získala od kritiků převážně pozitivní hodnocení. Autoři knihy I Can't Believe It's a Bigger and Better Updated Unofficial Simpsons Guide, Warren Martyn a Adrian Wood, napsali: „Pěkná epizoda pro Otta a několik skvělých momentů pro Skinnera, když se snaží řídit autobus, ale nezapomenutelná je zejména pro Homerův moment zapomnění po koncertě. Michael McKean, Christopher Guest a Harry Shearer si dokonale zopakovali své role z Hraje skupina Spinal Tap.“. Dennis Landmann ze serveru MovieFreak.com označil díl za jednu z nejvýraznějších epizod 3. řady.
Nate Meyers z Digitally Obsessed díl také hodnotil kladně, dal mu hodnocení pět koblih z pěti a napsal: „Psaní zde jede na plný plyn a do dvacetiminutové stopáže epizody s ohromujícím úspěchem nacpe tuny vtipů.“. Colin Jacobson z DVD Movie Guide napsal, že jde o „další solidní díl. Ve skutečnosti poněkud ustupuje z vysoké kvality svých předchůdců. Materiál Spinal Tap působí poněkud lacině – šlo o spojení s jejich tehdejší snahou prodat nové album – a Otto není silnou postavou. Nemyslím si, že by z něj série ještě někdy udělala hlavní postavu, a nejlépe funguje v malých dávkách. Otto v akci zůstává velmi dobrý, ale nekonkuruje nejlepším seriálům roku.“
Pozornost vzbudilo zejména hostování skupiny Spinal Tap. Bryce Wilson ve své recenzi 3. řady pro Cinema Blend napsal: „Dabér Simpsonových Harry Shearer se znovu setkává se Spinal Tap právě pro Otta v akci, epizodu plnou charakteristického tapovského vtipkování a jevištních katastrof, které konkurují i mohutnému 18palcovému Stonehenge.“. IGN označil Spinal Tap za 18. nejlepší hostující hvězdu v historii seriálu. Andrew Martin z Prefix Mag označil Spinal Tap za své nejoblíbenější hudební hosty v Simpsonových ze seznamu deseti.